# Sa Pa
Sa Pa je mesto na ravni okrožja province Lào Cai v severozahodni regiji Vietnama. Leta 2018 je imelo mesto 61.498 prebivalcev. Mesto se razprostira na 677 km2. Je eno glavnih tržnih mest na tem območju, kjer živi več etničnih manjšin, kot so Hmong, Yao, Giáy, Xá Phó in Tày.

## Zgodovina
Sa Pa je bilo obmejno mesto in glavno mesto nekdanjega okrožja Sa Pa v provinci Lào Cai v severozahodnem Vietnamu. Najprej so ga naselili ljudje, o katerih ni nič znanega. Po vsej dolini so pustili na stotine petroglifov, večinoma sestavljenih iz črt, za katere strokovnjaki menijo, da izvirajo iz 15. stoletja in predstavljajo lokalne katastre. Nato sta prišli visokogorski manjšini Hmong in Yao. Občina je ena glavnih tržnic na tem območju, kjer živi več etničnih manjšin, kot so Hmong, Yao, Giáy, Pho Lu in Tày. To so štiri glavne manjšinske skupine, ki so še danes prisotne v okrožju Sa Pa. Kinhi (nižinski Vietnamci) prvotno niso nikoli naselili te najvišje doline Việt Nama, ki leži v senci gore Phan-Xi-Pǎng (Fan Si Pan, 3143 m), najvišjega vrha v državi. Sa Pa je tudi dom več kot 200 kosov balvanov s starodavnimi skalnimi gravurami. »Območje starih vklesanih skal v kraju Sa Pa« je od leta 1997 na Unescovem poskusnem seznamu.
Šele ko so se Francozi v poznih 1880-ih izkrcali v visokogorskem Tonkinu, se je ime Sa Pa začelo pojavljati na nacionalnem zemljevidu. Blizu današnjega mesta Sa Pa je »občina Sa Pả«, kar kaže na izvor imena lokacije v jeziku Hmong.
V naslednjem desetletju so bodočo lokacijo okrožja Sa Pa začele obiskovati vojaške enote in misijonarji Société des Missions Etrangères de Paris (MEP). Francoska vojska je v okviru Tonkinove 'pomiritve' vkorakala iz delte Rdeče reke v severna gorata območja. V letih 1894-96 je bila meja med Kitajsko in Tonkinom uradno dogovorjena in območje Sa Pa, tik južno od te meje, je bilo postavljeno pod francosko oblast. Od leta 1891 je celotna regija Lào Cai, vključno s Sa Pa, prešla pod neposredno kolonialno vojaško upravo, da bi zmanjšali razbojništvo in politični odpor na občutljivi severni meji.
Prvi stalni francoski civilni prebivalec je prispel v Sa Pa leta 1909. Zdravstveni organi so verjeli, da ima to mesto potencial zaradi njegovega privlačnega celinskega podnebja. Do leta 1912 je bil zgrajen vojaški sanatorij za bolne častnike skupaj s popolno vojaško garnizijo. Nato je od 1920-ih več premožnih strokovnjakov z dovolj finančnega kapitala v bližini zgradilo tudi številne zasebne vile.
Ob koncu druge svetovne vojne se je v Tonkinu začelo dolgo obdobje sovražnosti, ki naj bi trajalo do leta 1954. V tem procesu je bilo uničenih skoraj vseh približno 200 kolonialnih stavb v Sa Pa ali okolici, bodisi s strani simpatizerjev Việt Minha v poznih 1940-ih ali v zgodnjih 1950-ih zaradi francoskih zračnih napadov. Velika večina vietnamskega prebivalstva je pobegnila, da bi reševala svoja življenja, in nekdanje mestno jedro je zašlo v dolgotrajen spanec.
V zgodnjih 1960-ih so se novi prebivalci iz nižin začeli priseljevati v regijo zaradi migracijske sheme novih ekonomskih con, ki jo je vzpostavil novi socialistični režim.
Kratka okupacija severne obmejne regije s strani kitajskih vojakov leta 1979 ni imela velikega vpliva na mesto Sa Pa, vendar je prebivalce Kinhe (nižinski Vietnamec) za mesece izgnala.
Leta 1993 je bila odpravljena zadnja ovira za popolno ponovno rojstvo Sa Pa kot pomembne počitniške destinacije, saj je bila sprejeta odločitev, da se v celoti odprejo vrata mednarodnemu turizmu. Sa Pa se je spet vrnil na turistično pot, tokrat za na novo nastajajočo lokalno elitno turistično množico, pa tudi za mednarodne turiste.
Sa Pa je zdaj v polnem gospodarskem razcvetu, predvsem zaradi tisočev turistov, ki pridejo vsako leto, da bi prehodili na stotine kilometrov pohodniških poti med riževimi terasami in okoli Dao vasi, Tả Van in Tả Phìn.
Leta 2006 je bil predsednik Ljudskega odbora province Sa Pa izvoljen v Centralni komite komunistične partije kot najmlajši član doslej (rojen leta 1973).

## Geografija
Okrožje Sa Pa je v provinci Lào Cai na severozahodu Vietnama, 380 km severozahodno od Hanoja blizu meje s Kitajsko. V okrožju, ki je na vzhodnem koncu Himalaje, prevladuje gorovje Hoàng Liên Sơn. To območje vključuje najvišjo goro Vietnama, Fan Si Pan, na višini 3143 m nad morsko gladino. Poleg tega druge gore, kot sta Aurora & J (kjer se sonce pojavi ob sončnem vzhodu), dopolnjujejo zelo strm teren. Mesto Sa Pa leži na nadmorski višini približno 1500 metrov. Podnebje je poleti zmerno in deževno (maj—avgust), pozimi pa megleno in hladno z občasnimi snežnimi padavinami.
Sa Pa je mirno gorsko mesto in dom velike raznolikosti etničnih manjšin. Skupno 36.000 prebivalcev sestavljajo večinoma manjšine. Poleg ljudstva Kinh (Viet) (15 %) je v Sa Pa še pet etničnih skupin: Hmong 52 %, Dao 25 %, Tày 5%, Giáy 2% in majhno število Xa Pho. Približno 7000 jih živi v mestu Sa Pa, ostalih 36.000 pa jih je razpršenih v majhnih občinah po celotnem okrožju.
Večina pripadnikov etničnih manjšin obdeluje svojo zemljo na pobočnih terasah, saj je velika večina zemlje gorata. Njihovi glavni hrani sta riž in koruza. Zaradi same narave riža, ki je delovno intenziven pridelek, je vsakodnevni boj za preživetje najpomembnejši. Edinstvena klima v Sa Pa ima velik vpliv na etnične manjšine, ki živijo na tem območju. S subtropskimi poletji, zmernimi zimami in 160 dnevi megle na leto je vpliv na kmetijske pridelke in zdravstvene težave pomemben.
Zaradi geografske lege je to območje resnično edinstveno mesto za številne zanimive rastline in živali, kar omogoča preživljanje številnih prebivalcev. V regiji so zabeležene številne zelo redke ali celo endemične vrste.
Pokrajina regije Sa Pa v veliki meri odraža odnos med manjšinskimi ljudmi in naravo. To je vidno predvsem na riževih poljih, ki prekrivajo valovita nižja pobočja gorovja Hoàng Liên. Impresivna fizična pokrajina, ki je osnova za to, je nastala kot posledica tisočletnega delovanja elementov, ki so obrabili spodnjo kamnino. Na jasen dan se prikaže mogočni vrh Fan Si Pan. Zadnji večji vrh v himalajski verigi ponuja pravi izziv še tako vnetemu pohodniku, priložnost za osupljive razglede in redek vpogled v nekaj zadnjih preostalih primarnih deževnih gozdov v Vietnamu.
Geologija, podnebje in človeška dejavnost so skupaj ustvarili vrsto zelo različnih habitatov okoli Sa Pa. Posebej pomemben je geografski položaj Sa Pa, na stičišču 14 svetovnih biomov (ločenih biografskih območij), ki ustvarjajo skupek rastlin in edinstvena živalska vrsta na svetu.

## Ekološko življenje
Gorovje Hoàng Liên je dom bogate raznolikosti rastlin, ptic, sesalcev, dvoživk, plazilcev in žuželk, mnoge najdemo samo v severozahodnem Vietnamu. Zaradi tega je bil naravni rezervat leta 2006 razglašen za narodni park Hoàng Liên in pokriva večji del gorovja neposredno južno od Sa Pa.
Vrsta in kakovost gozda se spreminjata z večanjem nadmorske višine. Na 2000 metrih se začne naraven, neokrnjen gozd. Nad 2500 metri prevladujejo pritlikavi iglavci in rododendroni v surovem »vilinskem gozdu«, imenovanem tako zaradi pomanjkanja zgornje plasti zemlje in hranilnih snovi, zaradi česar popolnoma zrela drevesa zrastejo le nekaj metrov visoko. Še višje pa najdemo le najbolj trdožive rastlinske vrste. Na več kot 3000 metrih lahko vrh Fan Si Pana podpira samo pritlikavi bambus.

## Topografija
Gorovje Hoàng Liên leži na jugovzhodnem delu himalajske verige. Narodni park je na severovzhodnem pobočju teh gora in vključuje najvišji vrh Vietnama, Fan Si Pan, na 3143 m. Najnižja točka je 380 m, večina narodnega parka pa leži nad 1000 m. Obronki gora so zelo strmi in številni predeli so skoraj nedostopni peš. Med goro Fan Si Pan in mestom Sa Pa leži dolina Mường Hoa, ki je bila terasasto oblikovana za pridelavo mokrega riža. Ta dolina se širi proti vzhodu narodnega parka.

## Podnebje
Podnebje narodnega parka Hoàng Liên je edinstveno v Vietnamu. Je zelo sezonsko, s subtropskim podnebjem poleti in zmernim podnebjem pozimi. Po Köppnovi podnebni  klasifikaciji ima Sa Pa subtropsko visokogorsko podnebje (Cfb), ki je nad morsko gladino skoraj 1500 metrov. Povprečna letna temperatura za mesto Sa Pa je 15,3 °C, z najvišjo 29,6 °C in najnižjo –6,1 °C. Najtoplejša meseca sta julij in avgust, najhladnejša pa december in januar. Sneg v nekaterih letih zapade na najvišjih vrhovih. V samem mestu je na primer snežilo leta 1983, 2000, 16. marca 2011, 15. decembra 2013, 19. februar 2014 in 24. do 26. januar 2016.
Tako kot preostali del severnega Vietnama ima narodni park Hoàng Liên izrazito mokro sezono od maja do septembra, največ padavin pa je julija in avgusta. Povprečna letna količina padavin je 2763 milimetrov, največja pa 4023 milimetrov in najnižja 2064 milimetrov. Vlažnost se giblje od 75 do 91 odstotkov z letnim povprečjem 86 odstotkov.
Podnebje znotraj narodnega parka se precej razlikuje. Prevladujoča smer vetra večino leta je od zahoda proti vzhodu, kar povzroča nastanek oblakov na zgornjih pobočjih masiva Fan Si Pan. Ta visokogorska območja so večino dni v letu prekrita z oblaki in imajo zelo visoko vlažnost. Oblaki prodirajo tudi v doline, vendar so ta območja običajno manj vlažna kot gorska pobočja. Na skrajnem vzhodu narodnega parka, okoli vasi Ban Ho, so povprečne temperature precej višje zaradi nižje nadmorske višine teh območij.
Vlažnost je vse leto razmeroma visoka, med 83 in 87 %, temperatura pa se giblje med 15 in 30 stopinjami Celzija. Sa Pa se lahko pozimi ponoči precej ohladi.

## Geologija
Geologija narodnega parka Hoàng Liên vključuje metamorfizirane sedimente in granitne intruzije. Metamorfizirani sedimenti se širijo od severozahoda proti jugovzhodu vzdolž doline Mường Hoa. Na severovzhodni strani doline je razgiban greben marmorja in metamorfiziranih karbonatnih kamnin, ki izkazujejo kraški slog preperevanja. Te formacije se trenutno pridobivajo za gradnjo cest. Za dno doline je značilen skrilavec in v manjši meri gnajs. Granitne intruzije segajo od reke Mường Hoa do vršnega grebena Fan Si Pan in drugam. Zaradi visoke vlažnosti in padavin na tem območju prevladuje kemično preperevanje. To se odraža v glinasti naravi tal.

## Upravne enote
Sa Pa je razdeljen na 16 pododdelkov na ravni občine, vključno s 6 okraji: Cầu Mây, Hàm Rồng, Ô Quý Hồ, Phan Si Păng, Sa Pa, Sa Pa in 10 podeželskih občin: Bản Hồ, Hoàng Liên, Liên Minh , Mường Bo, Mường Hoa, Ngũ Chỉ Sơn, Tả Phìn, Tả Van, Thanh Bình in Trung Chải.

## Gospodarski in družbeni razvoj
Pred 1990-imi je mestno gospodarstvo temeljilo predvsem na majhnem kmetijstvu.
Prihod turistov je med letoma 1995 in 2003 narasel s skupno 4860 na 138.622. V povprečju je 79 % obiskovalcev Vietnamcev in 21 % tujcev.
Ljudje na območju Sa Pa so bili zelo revni celo po vietnamskih podeželskih standardih. Prizadevanja za izboljšanje položaja domačinov vključujejo tako vladne kot nevladne pobude. Vietnamska vlada in tuje vlade so prispevale k lokalnim razvojnim programom. V Sa Pa so bile vključene tudi mednarodne nevladne organizacije, kot je Oxfam. Lokalno socialno podjetje, ki ga vodijo Hmongi, Sapa O'Chau, organizira prostovoljne namestitve, kot je poučevanje angleščine in obiskovanje preko trekinga in bivanja v domačih krajih v lokalnih vaseh za kratkoročna ali dolgoročna obdobja. Poklicno usposabljanje v šoli Hoa Sua je prav tako namenjeno povečanju spretnosti in možnosti zaslužka lokalnih prebivalcev.

## Hidrologija
Narodni park Hoàng Liên odmakata reki Mường Hoa in Ta Trung Ho, ki napajata reko Nam Po in končno reko Sông Hồng (Rdeča reka). Gozd ima bistveno vlogo pri varovanju vodnega povodja, še posebej gozd na visokih nadmorskih višinah, ki je pogosto prekrit z oblaki. Voda kondenzira na vegetaciji in pade kot "okultne" padavine. Okultne padavine pomembno prispevajo k toku potoka v sušnem obdobju, ko je padavin malo.

## Rastlinstvo
Gozd narodnega parka Hoàng Liên lahko razvrstimo v 3 tipe: submontanski suhi zimzeleni gozd, tropski montanski listopadni gozd in podalpski gozd. Človeško delovanje je najbolj prizadelo submontanski suhi zimzeleni gozd, ki se pojavlja v nižjih nadmorskih višinah.
Poleg gozdnih habitatov narodni park vsebuje velika območja kmetijskih zemljišč, grmičevja in savan. Kmetijstvo je skoncentrirano na nadmorski višini pod 1500 m, v dnu dolin. Grmišča in savane najdemo tam, kjer je bil gozd izkrčen: okoli robov obdelovalnih površin in na vrhovih grebenov, ki so bili izpostavljeni sežigu. Zadnja vrsta vegetacije, predstavljena v narodnem parku Hoàng Liên, je pritlikavi bambus. Ta habitat je omejen na najvišje grebene masiva Fan Si Pan, na nadmorski višini nad 2800 m.

## Znamenitosti
Sa Pa ima veliko čudovitih naravnih prizorov, kot je Srebrni slap (Thác Bạc), visok približno 200 m, Oblačni most je zgodovinska relikvija etničnih ljudi, Nebeška vrata so najvišja točka, do katere gre cesta, kjer lahko stojiš in opazuješ vrh Fan Si Pan, gozd Truc, jamo Ta Phin, starodavno skalo Sa Pa v dolini Mường Hoa. Ham Rong je kraj za gojenje številnih vrst rož, pisanih in posajenih v vsakem kampusu. Obstaja tudi vrt orhidej s številnimi redkimi cvetlicami.
- Sa Pa ima 3147 m visok vrh Fan Si Pan na pogorju Hoang Lien Son. Pogorje Hoang Lien Son vsebuje veliko dragocenih vrst lesa in živali, kot so jerebice, medvedi, opice, gamsi. V nacionalnem gozdu Hoang Lien Son je 136 vrst ptic, 56 vrst sesalcev in 553 vrst žuželk. V rdeči knjigi Vietnama je 37 vrst sesalcev.
- Cat Cat je vas, kjer živijo ljudje H'Mong. Tukaj si lahko obiskovalci izposodijo noše etnične skupine H'Mong in se fotografirajo v vaški pokrajini z naravo.
- Cvetlični vrt Ham Rong je bil zgrajen v skladu z naravnim terenom vrha Ham Rong. Za obisk cvetličnega vrta se morajo obiskovalci povzpeti po dolgi poti po tisočih kamnitih stopnicah. Na vsaki krajši razdalji se jim pred očmi razprostre naravni vrt orhidej, evropski vrt, gozd breskev ... zadnja točka je najvišja točka vrha Ham Rong, urejena kot opazovalnica; od tu lahko obiskovalci vidijo celotno območje Sa Pa. Blizu središča mesta je gora Ham Rong; vsak obiskovalec se lahko odpravi tja in si ogleda celotno gorsko mesto, dolino Mường Hoa, Ta Phin, skrite v megli.
- Sa Pa ima v središču mesta tudi staro cerkev in na poti proti severovzhodu do jame Ta Phin je samostan, zgrajen skoraj v celoti iz kamna. Tri kilometre severno mimo samostana je jama, katere velikost lahko sprejme ljudi v velikosti polka vojske. V jami številni kapniki ustvarjajo zanimive oblike kot so plešoče vile, sedeče vile, oddaljena polja, peneči se gozdovi. V Ta Phinu so z dvema etničnima skupinama, Mong in Dao, ustvarili znameniti obrat za proizvodnjo brokata za prodajo v državi in tujini.
- Zlasti dolina Mường Hoa ima 196 balvanov, vklesanih s številnimi nenavadnimi oblikami starodavnih prebivalcev pred več tisoč leti, vendar mnogim arheologom ni uspelo dešifrirati takšnih informacij. Starodavno mesto rezbarjenja je bilo uvrščeno med nacionalne relikvije in država Vietnam predlaga, da se uvrsti med svetovno dediščino. Srebrni slap z višine več kot 200 m z deročo vodo, ki tvori zvok gora in spomladanskega dežja.
- Sa Pa je »kraljestvo« sadja, kot so različne vrste breskev, sliv, hrušk in cvetovi krizantem, vrtnice, … še posebej nesmrtne rože, ki živijo večno s časom.